# 入江麻友子
入江 麻友子（いりえ まゆこ、本名：竹村淳子、1962年12月23日 - ）は、日本の元女優、元ナレーター、元声優。京都府出身。血液型：A型。

## 歴代所属事務所
- 無名塾
- 沢井プロダクション
- メロウリップス

## 人物・略歴
- 1983年に無名塾に入塾。
- 入江繭子 → 入江まゆこ → 入江まゆ子 → 入江麻友子の順で改名。
- 趣味・特技 - ヨガ、日本舞踊（名取）、ジャズダンス。
- ほとんどが脇役であるが、暴れん坊将軍IV、Vで御庭番くのいちの茜役でレギュラーを務めていることで知られている。

## 出演

### テレビドラマ
- 真田太平記 （1985年、NHK・新大型時代劇） - 弥生
- はね駒 （1986年、NHK） - キン
- 独眼竜政宗 （1987年、NHK・大河ドラマ） - つる
- 台所の聖女 [1]（1988年3月19日、NHK）
- 特救指令ソルブレイン （1991年、テレビ朝日） - 相川みどり
- 暴れん坊将軍（ANB・東映）
  - 暴れん坊将軍IV 〜 暴れん坊将軍V（1991年 - 1994年） - 御庭番・茜
  - 暴れん坊将軍VI 第35話「絶体絶命! 大岡越前」（1995年8月12日） - お力
  - 暴れん坊将軍IX 第7話「謀略! あやつり人形にこき使われた吉宗」（1999年1月） - お由良の方
- 大岡越前 第13部 第5話「冤罪晴らす情けの十手」（1992年12月14日、TBS・C.A.L） - おもと
- 名奉行 遠山の金さん 第6シリーズ 第23話「大陰謀!紫頭巾の女」（1995年、ANB / 東映） - お景
- はぐれ刑事純情派 （テレビ朝日）
  - 第11シリーズ 第19話 「沈黙の女!? 母に贈る花束の謎」 （1998年）
  - 第12シリーズ 第18話 「無礼な女と自信のない女!謎の三角関係」（1999年7月28日） - 志村薫
  - 第13シリーズ 第3話 「妊娠3ヶ月の投身自殺!? 神田川を唄う女」（2000年4月19日） - 桂木裕美子
  - 第14シリーズ 第22話 「友情殺人!? 結婚式をドタキャンした女」（2001年9月5日） - 河田信江
  - 第16シリーズ 第10話「狙われた六月の花嫁！」（2003年6月4日） - 菅原律子
  - 第17シリーズ 第4話 「三毛猫は見た！狙われた駐在さん」（2004年7月28日）
- 元禄繚乱 （1999年、NHK・大河ドラマ） - 居酒屋の女性 役
- 弁護士・高林鮎子25 瀬戸内を渡る死者 （1999年11月23日、NTV・火曜サスペンス劇場）
- タクシードライバーの推理日誌12　殺意のハンドル　美人ドライバーに殺人容疑が… （2000年1月22日、ANB・土曜ワイド劇場）
- 水戸黄門 第28部 第12話「女三人 崖っぷち勝負! -鳴海-」（2000年） - お吉
- せつない探偵 柚木草平の殺人レポートIV [2]（2000年8月18日、フジテレビ・金曜エンタテイメント）
- 仮面ライダー響鬼 「三十之巻・鍛える予感」（2005年9月4日、テレビ朝日） - 桐矢京介の母親
- 相棒 Season12 第9話「かもめが死んだ日」（2013年12月11日、テレビ朝日） - 胡蝶

### バラエティ番組
- 別れた好きな人
- いい旅・夢気分 （テレビ東京）
- 入江まゆ子のおいしいね
- 素敵!!名画の旅
- 入江麻友子の着物と食の作法
- ギルガメッシュないと （テレビ東京）

### 映画
- 桜の樹の下で（1989年5月13日公開、東映）
- 公園通りの猫たち （1989年12月23日公開、東映） - 社長秘書 役
- Kiss me or Kill me 届かなくても愛してる [3]（2005年3月12日公開、ティーエムシー）
- すんドめ（2007年11月20日公開、ティーエムシー）- 英男の母 役
- すんドめ2（2008年5月3日公開、ティーエムシー）
- すんドめ3 [4]（2008年）
- 体育館ベイビー（2008年5月10日公開、エスピーオー）- 早川家母 役
- 僕らはあの空の下で  [5]（2009年8月22日公開、日本出版販売）
- テケテケ（2009年3月21日公開、アートポート）
- 裏盃の軍団 [6]（2010年、コンセプトフィルム）
- 任侠沈没 [7]（2011年）
- モーニングセット、牛乳、春 [8]（2013年8月13日公開、スターボード）

### 舞台
- 坂本龍馬殺人事件
- 松平健特別公演「暴れん坊将軍 〜雪花の別れ〜」 ／ 「反逆児」（1993年11月1日 - 28日、大阪・新歌舞伎座） - 「反逆児」では於兎役
- 勝新太郎薫風特別公演「夫婦善哉　東男京女」（1996年5月1日 - 26日、大阪・新歌舞伎座） - 千代乃役

### CM
- カネヨ石鹸株式会社「液体クレンザー カネヨン」
- 栄川酒造
- アートネイチャー

## 写真集
- 入江まゆ子写真集　Mayuko Irie （1992年6月1日、スコラ、撮影：佐藤健）